# Grumolo delle Abbadesse
Grumolo delle Abbadesse es un municipio italiano de 3.311 habitantes de la provincia de Vicenza (región del Véneto). En la localidad de Vancimuglio está el principal lugar de interés de este municipio: la Villa Chiericati, una de las villas palladianas declaradas Patrimonio de la Humanidad por la Unesco.

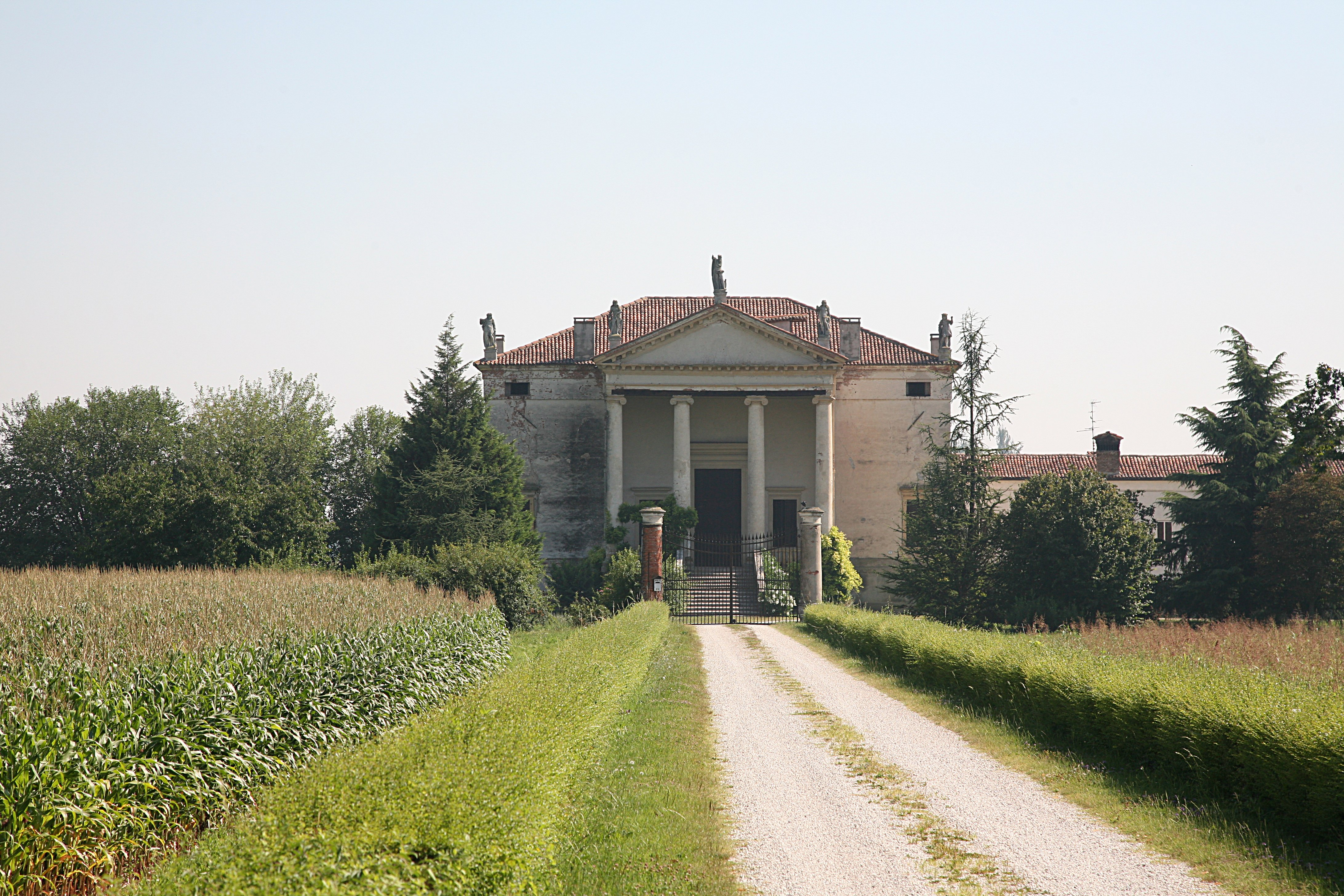
Villa Chiericati de Andrea Palladio (1550).

## Evolución demográfica
| Gráfica de evolución demográfica de Grumolo delle Abbadesse entre 1861 y 2001 |
|                                                                               |
| Fuente ISTAT - elaboración gráfica de Wikipedia                               |

- Datos: Q46367
- Multimedia: Grumolo delle Abbadesse / Q46367

1. ↑  Worldpostalcodes.org, código postal n.º 36040.
2. ↑  «Codici Catastali». Comuni-italiani.it (en italiano). Consultado el 29 de abril de 2017.